# Idaea purpurascens
Idaea purpurascens là một loài bướm đêm trong họ Geometridae.